# Mostowo (Mława)
Pour les articles homonymes, voir Mostowo.
Mostowo (prononciation : [mɔsˈtɔvɔ]) est un village polonais de la gmina de Szreńsk dans le powiat de Mława de la voïvodie de Mazovie dans le centre-est de la Pologne.
Il se situe à environ 6 kilomètres au nord de Szreńsk (siège de la gmina), 18 kilomètres à l'ouest de Mława (siège du powiat) et à 112 kilomètres au nord-ouest de Varsovie (capitale de la Pologne).
Le village compte approximativement une population de 252 habitants.

## Histoire
De 1975 à 1998, le village appartenait administrativement à la voïvodie de Ciechanów.